# Quercus dongfangensis
Quercus dongfangensis là một loài thực vật có hoa trong họ Cử. Loài này được C.C.Huang, F.W.Xing & Ze X.Li miêu tả khoa học đầu tiên năm 1996.